# Triaenodes flavescens
Triaenodes flavescens är en nattsländeart som beskrevs av Banks 1900. Triaenodes flavescens ingår i släktet Triaenodes och familjen långhornssländor. Inga underarter finns listade i Catalogue of Life.